# Ad providam
Ad providam (Ad providam vicarii Christi...) es una bula papal promulgada por el papa Clemente V el 2 de mayo de 1312 durante el Concilio de Viena. Entrega a los hospitalarios de la Orden de San Juan de Jerusalén los bienes y tierras de la Orden del Temple entonces abolida por la bula Vox in excelso (La voz fuerte...) del 22 de marzo de 1312.

## Motivación de la decisión papal
Las posesiones de los templarios habían sido entregados para proteger y salvaguardar Tierra Santa y luchar contra los infieles. El papa Clemente V consideró, conjuntamente con el Concilio de Viena, que las posesiones de la Orden del Temple, secuestradas bajo la autoridad papal en el momento del arresto masivo ordenado por la bula Pastoralis preeminentie de octubre 1307, debían ser transferidas a la orden de San Juan de Jerusalén, cuyos monjes fueron los hospitalarios. El papa les transfirió todos los bienes a perpetuidad, a excepción de las posesiones ubicadas en la península ibérica.

## Excepciones
Las tierras templarias situadas en tierras de los reyes de Castilla, Aragón, Portugal y Mallorca no se vieron afectadas por esta bula. El Papa se reservó su destino y los protegió de la excesiva codicia de los reyes, para poder disponer de ellos más tarde.
Jaime II, rey de Aragón, quería que estas tierras no volvieran a los hospitalarios, sino a la orden de Calatrava. La asignación de estos bienes (entre otros, fortalezas) suponía un problema para el rey, ya que si los hospitalarios no eran leales al trono, y llegaban a apoderarse de fortalezas en las costas y en las fronteras, ello podía provocar graves problemas para el reino, que se vería así privado de medios militares de defensa. E incluso si permanecieran leales y obedecieran las órdenes del rey (lo que no estaban obligados a hacer), ese poder militar sólo podría causar conflicto. El rey de Aragón tenía todo el interés en mantener un cierto control sobre estas posesiones, lo que le permitía la Orden de Calatrava, una orden propia y más cercana a la monarquía.

## Las negociaciones aragonesas

### Con Clemente V
Las negociaciones comenzaron el 14 de febrero de 1313. El Papa escuchó a los emisarios aragoneses explicarle el problema que les plantea la atribución de las posesiones templarias.
- Como muchas de las fortalezas se habían entregado a los templarios por el rey de Aragón, no parecía «razonable confiarlos a otras personas sin la voluntad y el consentimiento real.»
- La gran resistencia de los templarios en Aragón durante su arresto ilustró el poder militar que se podía desplegar desde las fortalezas.

Los emisarios presentaron las soluciones propuestas por Jaime II, si el papa decidiera entregar estos bienes a los hospitalarios:
- él protegería todas las fortalezas.
- todos los antiguos templarios deberían jurarle lealtad.
- las propiedades valencianas de los templarios pasarían a la orden de Calatrava.

Pero Clemente se negó, argumentando que no podía resolver el conflicto sin provocar un escándalo. Un cardenal aconsejó a los emisarios que silenciaran sus demandas, aceptaran la decisión papal y fijaran sus condiciones en Aragón. Los emisarios inicialmente se negaron, pero finalmente presentaron esta petición al papa, quien la consideró «contraria a la justicia y a toda razón».
Los hospitalarios llegaron el 28 de marzo a Carpentras, donde tenía su sede la Curia, pero las negociaciones con los diplomáticos aragoneses estaban en el mismo punto. El papa los convocó inmediatamente y les explicó por qué había tomado esta decisión. Evidentemente, este discurso iba dirigido más a los aragoneses que a los propios hospitalarios.
Clemente V convocó a los embajadores aragoneses el 11 de abril, para decirles que sus soluciones no eran aceptables «ni de facto ni de jure» (ni de hecho ni de derecho).
El mismo cardenal reiteró su intento de convencer a los embajadores para que regresaran a Aragón, para recibir instrucciones y dejar que se produjera la devolución al Hospital, tras lo cual podrían transgredir libremente las directivas de la Santa Sede. Pero los embajadores permanecieron allí y continuaron las negociaciones para obtener satisfacción.

### La muerte de Clemente V
Al conocer la enfermedad del papa, Jaime II prohibió a sus embajadores volver a hablar con él sobre este asunto, para evitar que fuera juzgado desfavorablemente. Al tomar esta decisión, Jaime II esperaba que las negociaciones con su sucesor fueran más fáciles. Clemente V murió el 20 de abril de 1314, abandonando las negociaciones como deseaba Jaime II.

### Con Juan XXII
De hecho, se llegó a un compromiso el 10 de junio de 1317 con el sucesor de Clemente V, Juan XXII, elegido el 7 de agosto de 1316. En el Reino de Aragón y Condado de Barcelona, los bienes del Templo pasarían al Hospital, pero en el Reino de Valencia, los bienes de las dos órdenes se fusionarían en una nueva orden, que lleva el nombre de su fortaleza principal, la Orden de Montesa. Los territorios comprendidos en esta orden recibieron el nombre de Maestrazgo. Esta nueva orden fue confirmada por la bula Ad fructus uberes de fecha 10 de junio de 1317, regla el 22 de noviembre y con aceptación el 3 de diciembre de 1317, por el papa Juan XXII, quien le dio, como a otras órdenes militares hispanas, la regla cisterciense, y puesto bajo la supervisión de la abadía catalana de Santa Creus. Todos los bienes del Templo le fueron transferidos en 1319, cuando fueron juzgados por el papa «inocente y reconciliado con la fe.» 

## Propiedad templaria en Castilla
En lugar de lanzarse, como los aragoneses, a negociar con el papa, Fernando IV de Castilla tomó posesión de las propiedades y tierras templarias en Castilla, sin preocuparse por las reacciones papales. Los hospitalarios y la Santa Sede se ofendieron y el asunto duró tanto que en 1366 el papa Urbano V todavía se quejaba de que el Reino de Castilla aún no había cumplido con sus obligaciones hacia la orden del Hospital.